# Michlers Base
Michlers Base ist eine chemische Verbindung aus der Gruppe der Aniline und Diarylmethane. Sie ist nach dem deutschen Chemiker Wilhelm Michler (1846–1889) benannt.

## Gewinnung und Darstellung
Michlers Base kann durch Reaktion von Dimethylanilin mit 40 % Formaldehyd und konzentrierter Salzsäure, durch Reaktion von Dimethylanilin mit Diacetylperoxid oder durch Reaktion von Dimethylanilin mit tert-Butylperbenzoat gewonnen werden.

## Eigenschaften
Michlers Base ist ein brennbarer, schwer entzündbarer, weißer bis bläulichweißer Feststoff mit charakteristischem Geruch, der praktisch unlöslich in Wasser ist. Er zersetzt sich bei Erhitzung.

## Verwendung
Michlers Base wird als Zwischenprodukt zur Herstellung von Farbstoffen verwendet und dient als Reagenz zur Bestimmung von Blei.